# Croft Ambrey
Croft Ambrey är en fornlämning i Storbritannien.   Den ligger i grevskapet Herefordshire och riksdelen England, i den södra delen av landet, 200 km väster om huvudstaden London. Croft Ambrey ligger 178 meter över havet.
Terrängen runt Croft Ambrey är varierad. Runt Croft Ambrey är det ganska tätbefolkat, med 93 invånare per kvadratkilometer. Närmaste större samhälle är Leominster, 9,6 km sydost om Croft Ambrey. Trakten runt Croft Ambrey består i huvudsak av gräsmarker.